# 弯月杜鹃
弯月杜鹃（学名：Rhododendron mekongense）为杜鹃花科杜鹃花属下的一个种。

## 扩展阅读
- 維基物種上的相關：弯月杜鹃